# Élections législatives fédérales belges de 2019
Les élections législatives fédérales belges de 2019 ont lieu le 26 mai 2019 afin d'élire les 150 membres de la 55e législature de la Chambre des représentants pour un mandat de cinq ans.
Le scrutin est marqué par la percée du parti d'extrême droite Vlaams Belang en Flandre, qui arrive second et devient le troisième plus important parti à la Chambre des représentants. On assiste également à la montée du PTB/PVDA, parti de gauche radicale, qui passe de 2 à 12 représentants à la Chambre et qui obtient ses premiers élus flamands et bruxellois au niveau fédéral. Les écologistes francophones (Ecolo) et néerlandophones (Groen) sont également en hausse, même si la progression reste beaucoup plus marquée chez Ecolo, qui double quasiment son score de 2014 et devient le premier parti à Bruxelles ; les résultats des écologistes restent cependant en dessous de ce que leurs résultats aux provinciales et aux communales d'octobre 2018 et les manifestations pour le climat ayant marqué le début de l'année 2019 laissaient présager. La N-VA et les partis traditionnels sont également en baisse. Le PS fait le pire score de son histoire en Wallonie tout en restant le premier parti francophone. Le cdH est relégué à la cinquième place des partis francophones derrière Ecolo et le PTB ; dans la province du Luxembourg, dont il est traditionnellement le premier parti, il n'est plus que deuxième derrière le MR. À la suite des mauvais résultats électoraux, le PP est dissous le 18 juin suivant.
Les commentateurs analysent les résultats comme une condamnation des partis traditionnels et l'expression d'une volonté de changement. La baisse de la N-VA est également décrite comme un échec de sa stratégie visant à capter l'électorat du Vlaams Belang. La bipolarisation entre une Flandre de plus en plus à droite et une Wallonie de plus en plus à gauche est décrite comme un signe de l'existence de deux vies démocratiques différentes dans le pays.
Les négociations visant à former un gouvernement peinent à avancer pendant de nombreux mois. Dans le contexte de la pandémie de Covid-19 de 2019-2020, un gouvernement minoritaire de plein exercice, le gouvernement Wilmès II, est mis en place d'urgence le 17 mars 2020. Le vote de confiance de la Chambre du 19 mars 2020 met fin à 454 jours d'affaires courantes sans pour autant mettre un terme à la crise politique post-électorale. Après de nombreuses missions et plusieurs rapports, le libéral flamand Alexander De Croo est assermenté Premier ministre le 1er octobre 2020 à la tête d'un gouvernement de sept partis, 494 jours après le scrutin.

## Système électoral
La Chambre des représentants est la chambre basse du Parlement fédéral.
Elle est composée de 150 sièges pourvus pour cinq ans au scrutin proportionnel plurinominal de liste avec vote préférentiel et seuil électoral de 5 % dans 11 circonscriptions électorales de 4 à 24 sièges chacune correspondant aux 10 provinces du pays plus la capitale Bruxelles. Le nombre de sièges par circonscription est proportionnel au nombre d'habitants. Avec une population totale d'environ 11,4 millions d'habitants en 2019, il y a ainsi un siège pourr 76 000 habitants. Sur les onze circonscriptions, cinq recouvrent la partie néerlandophone du pays pour un total de 87 sièges, 15 sièges sont attribués à la région bilingue de Bruxelles-Capitale, et les 48 sièges restants sont repartis sur les cinq circonscriptions wallonnes restantes. Les électeurs du canton de Rhode-Saint-Genèse (regroupant les six communes à facilités de la périphérie Bruxelloise), bien que situés dans la circonscription du Brabant-Flamand, disposent de la possibilité de voter pour les listes de la circonscription de Bruxelles-Capitale.
Les électeurs ont également la possibilité d'exprimer un vote préférentiel pour un candidat sur la liste pour laquelle ils votent, les sièges obtenus par chaque liste étant par la suite d'abord attribués aux candidats ayant recueilli le plus grand nombre de suffrages en leur nom.
Après décompte des voix, les sièges sont répartis à la proportionnelle aux candidats de tous les partis ayant franchi le seuil de 5 %, dans l'ordre de leur position sur les listes, selon la méthode d'Hondt.
En Belgique le vote est obligatoire, toute personne ayant le droit de vote est obligée par la loi de se présenter dans le bureau de vote indiqué sur la convocation qu'il a reçue à cet effet, le vote blanc est toutefois permis et le vote nul reste possible dans les bureaux de vote où l'on vote au crayon et papier, il est devenu impossible pour le vote par ordinateur.

## Forces en présence

### Principales formations
| Nom | Nom                                             | Positionnement                                                                                         | Dirigeant                        | Résultats en 2014 | Résultats en 2014 |
| Nom | Nom                                             | Positionnement                                                                                         | Dirigeant                        | Voix              | Sièges            |
| --- | ----------------------------------------------- | --- | -------------------------------- | ----------------- | ----------------- |
|     | Nieuw-Vlaamse Alliantie (NVA)                   | Centre droit à droite Nationalisme flamand, séparatisme, libéral-conservatisme, euroscepticisme modéré | Bart De Wever                    | 20,26             | 33                |
|     | Parti socialiste (PS)                           | Centre gauche à gauche Social-démocratie, progressisme, europhilie                                     | Elio Di Rupo                     | 11,67             | 23                |
|     | Christen-Democratisch en Vlaams (CD&V)          | Centre droit Démocratie chrétienne                                                                     | Wouter Beke                      | 11,61             | 18                |
|     | Open Vlaamse Liberalen en Democraten (Open VLD) | Centre droit Libéralisme, social-libéralisme, europhilie                                               | Gwendolyn Rutten                 | 9,78              | 14                |
|     | Mouvement réformateur (MR)                      | Centre droit à droite Libéralisme, Social-libéralisme, europhilie                                      | Charles Michel                   | 9,64              | 20                |
|     | Socialistische Partij Anders (sp.a)             | Centre gauche à gauche Social-démocratie                                                               | John Crombez                     | 8,83              | 13                |
|     | Groen                                           | Centre gauche à gauche Écologie politique europhilie                                                   | Meyrem Almaci                    | 5,32              | 6                 |
|     | Centre démocrate humaniste (cdH)                | Centre droit Démocratie chrétienne, europhilie                                                         | Benoît Lutgen                    | 4,98              | 9                 |
|     | Vlaams Belang (VB)                              | Extrême droite Nationalisme flamand, national-conservatisme, euroscepticisme                           | Filip Dewinter                   | 3,67              | 3                 |
|     | Ecolo                                           | Centre gauche à gauche Écologie politique europhilie                                                   | Jean-Marc Nollet & Rajae Maouane | 3,30              | 6                 |
|     | Démocrate fédéraliste indépendant (DéFI)        | Centre Social-libéralisme, défense des francophones                                                    | François De Smet                 | 1,80              | 2                 |
|     | Parti populaire (PP)                            | Extrême droite National-libéralisme, conservatisme, europscepticisme                                   | Mischaël Modrikamen              | 1,52              | 1                 |

### Têtes de liste
Les listes pour la Chambre sont dressées par province, ainsi que pour la région de Bruxelles-Capitale. Les numéros de liste sont attribués le 22 mars 2019. En plus des listes présentes au parlement fédéral, trois partis présents aux précédentes élections régionales et communautaires obtiennent un numéro national. En communauté germanophone, Vivant obtient le numéro 1 et ProDG obtient le numéro 4. En Flandre l'Union des francophones obtient le numéro 14. Par ailleurs, les listes Destexhe obtiennent également un numéro national grâce à leur reconnaissance en tant que groupe au parlement de la communauté française.

## Résultats

### Fédéraux
| sans cadre             |                                                  |           |       |      |        |               |
| Parti                  | Parti                                            | Voix      | Voix  | Voix | Sièges | Sièges        |
| Parti                  | Parti                                            | Voix      | %     | +/-  | Sièges | +/-           |
|                        | Nieuw-Vlaamse Alliantie (N-VA)                   | 1 086 787 | 16,03 | 4,23 | 25     | 8             |
|                        | Vlaams Belang (VB)                               | 810 177   | 11,95 | 8,28 | 18     | 15            |
|                        | Parti socialiste (PS)                            | 641 623   | 9,46  | 2,21 | 20     | 3             |
|                        | Christen-Democratisch en Vlaams (CD&V)           | 602 520   | 8,89  | 2,72 | 12     | 6             |
|                        | Parti du travail de Belgique (PTB/PVDA)          | 584 621   | 8,62  | 4,90 | 12     | 10            |
|                        | Open Vlaamse Liberalen en Democraten (Open VLD)  | 579 334   | 8,54  | 1,24 | 12     | 2             |
|                        | Mouvement réformateur (MR)                       | 512 825   | 7,56  | 2,08 | 14     | 6             |
|                        | Socialistische Partij Anders (sp.a)              | 455 034   | 6,71  | 2,12 | 9      | 4             |
|                        | Ecolo                                            | 416 452   | 6,14  | 2,84 | 13     | 7             |
|                        | Groen                                            | 413 836   | 6,10  | 0,78 | 8      | 2             |
|                        | Centre démocrate humaniste (cdH)                 | 250 861   | 3,70  | 1,28 | 5      | 4             |
|                        | Démocrate fédéraliste indépendant (DéFI)         | 150 394   | 2,22  | 0,42 | 2      | en stagnation |
|                        | Parti populaire (PP)                             | 75 096    | 1,11  | 0,41 | 0      | 1             |
|                        | DierAnimal                                       | 47 733    | 0,70  | Nv.  | 0      | en stagnation |
|                        | Listes Destexhe (LD)                             | 42 712    | 0,63  | Nv.  | 0      | en stagnation |
|                        | Collectif citoyen                                | 21 092    | 0,31  | Nv.  | 0      | en stagnation |
|                        | La Droite                                        | 15 075    | 0,22  | 0,17 | 0      | en stagnation |
|                        | Nation                                           | 10 583    | 0,16  | 0,01 | 0      | en stagnation |
|                        | Les Belges d'abord                               | 10 463    | 0,15  | Nv.  | 0      | en stagnation |
|                        | Agir                                             | 7 598     | 0,11  | Nv.  | 0      | en stagnation |
|                        | Parti pirate                                     | 7 521     | 0,11  | 0,23 | 0      | en stagnation |
|                        | Belgische Unie-Union belge-Belgische Union (BUB) | 6 611     | 0,10  | 0,08 | 0      | en stagnation |
|                        | Democratisch-Solidair Appèl (D-SA)               | 5 949     | 0,09  | Nv.  | 0      | en stagnation |
|                        | Lutte ouvrière (LO)                              | 5 735     | 0,08  | 0,03 | 0      | en stagnation |
|                        | PRO De Burgerlobby (PRO)                         | 5 682     | 0,08  | Nv.  | 0      | en stagnation |
|                        | Wallonie insoumise (WI)                          | 5 354     | 0,08  | Nv.  | 0      | en stagnation |
|                        | Partij Vrede en Solidariteit (PV&S)              | 3 217     | 0,05  | Nv.  | 0      | en stagnation |
|                        | De coöperatie                                    | 1 732     | 0,03  | Nv.  | 0      | en stagnation |
|                        | Volt                                             | 1 669     | 0,02  | Nv.  | 0      | en stagnation |
|                        | Parti communiste (PC)                            | 1 626     | 0,02  | Nv.  | 0      | en stagnation |
|                        | Turquoise                                        | 626       | 0,01  | Nv.  | 0      | en stagnation |
|                        |                                                  |           |       |      |        |               |
| Suffrages exprimés     | Suffrages exprimés                               | 6 780 538 | 93,93 |      |        |               |
| Votes blancs et nuls   | Votes blancs et nuls                             | 438 095   | 6,07  |      |        |               |
| Total                  | Total                                            | 7 218 633 | 100   | –    | 150    | en stagnation |
| Abstentions            | Abstentions                                      | 949 076   | 11,62 |      |        |               |
| Inscrits/Participation | Inscrits/Participation                           | 8 167 709 | 88,38 |      |        |               |

### Résumé par familles politiques
| sans cadre          |                           |          |          |       |      |        |               |
| Familles politiques | Familles politiques       | Partis   | Partis   | Voix  | Voix | Sièges | Sièges        |
| Familles politiques | Familles politiques       | Partis   | Partis   | %     | +/-  | Sièges | +/-           |
| Familles politiques | Familles politiques       | Vl       | Fr       | %     | +/-  | Sièges | +/-           |
|                     | Socialistes               | sp.a     | PS       | 16,17 | 4,33 | 29     | 7             |
|                     | Libéraux                  | Open VLD | MR       | 16,10 | 3,32 | 26     | 8             |
|                     | Nationalistes flamands    | N-VA     |          | 16,03 | 4,23 | 25     | 8             |
|                     | Extrême droite            | VB       | PP       | 13,06 | 7,87 | 18     | 14            |
|                     | Chrétiens-démocrates      | CD&V     | cdH      | 12,59 | 4,00 | 17     | 10            |
|                     | Écologistes               | Groen    | Ecolo    | 12,24 | 3,62 | 21     | 9             |
|                     | Gauche radicale           | PTB/PVDA | PTB/PVDA | 8,62  | 4,90 | 12     | 10            |
|                     | Fédéralistes francophones |          | DéFI     | 2,22  | 0,42 | 2      | en stagnation |
|                     | Autres                    | Autres   |          | 2,97  | -    | 0      | -             |
| Total               | Total                     | Total    |          | 100   | -    | 150    | en stagnation |

Les résultats sont clairs : il y a une nette baisse des trois familles politiques traditionnelles (chrétiens-démocrates, libéraux et socialistes) qui perdent à eux trois 25 sièges.

À l'inverse, trois autres camps augmentent très nettement leurs scores : l'extrême droite, les écologistes et la gauche radicale.

### Résumé
| Parti | Parti    | Bruxelles | Bruxelles | Anvers | Anvers | Limbourg | Limbourg | Flandre orientale | Flandre orientale | Brabant flamand | Brabant flamand | Flandre occidentale | Flandre occidentale | Brabant wallon | Brabant wallon | Hainaut | Hainaut | Liège | Liège | Luxembourg | Luxembourg | Namur | Namur | Total | Total | Total |
| Parti | Parti    | %         | S.        | %      | S.     | %        | S.       | %                 | S.                | %               | S.              | %                   | S.                  | %              | S.             | %       | S.      | %     | S.    | %          | S.         | %     | S.    | %     | %     | S.    |
| ----- | -------- | --------- | --------- | ------ | ------ | -------- | -------- | ----------------- | ----------------- | --------------- | --------------- | ------------------- | ------------------- | -------------- | -------------- | ------- | ------- | ----- | ----- | ---------- | ---------- | ----- | ----- | ----- | ----- | ----- |
|       | N-VA     | 3,19      | 0         | 31,23  | 8      | 22,58    | 3        | 21,83             | 5                 | 28,08           | 5               | 21,42               | 4                   |                |                |         |         |       |       |            |            |       |       |       | 16,03 | 25    |
|       | VB       | 1,56      | 0         | 18,80  | 5      | 19,74    | 3        | 20,04             | 4                 | 13,46           | 2               | 20,39               | 4                   | 0,85           | 0              | 1,13    | 0       | 0,66  | 0     | 0,89       | 0          | 0,70  | 0     |       | 11,95 | 18    |
|       | PS       | 19,98     | 3         |        |        |          |          |                   |                   |                 |                 |                     |                     | 15,26          | 1              | 34,24   | 8       | 24,91 | 5     | 18,67      | 1          | 22,11 | 2     |       | 9,46  | 20    |
|       | CD&V     | 1,31      | 0         | 11,07  | 3      | 18,68    | 2        | 12,72             | 2                 | 13,73           | 2               | 17,67               | 3                   |                |                |         |         |       |       |            |            |       |       |       | 8,89  | 12    |
|       | PTB/PVDA | 12,28     | 2         | 7,65   | 2      | 5,59     | 0        | 5,53              | 1                 | 4,78            | 0               | 3,62                | 0                   | 7,39           | 0              | 15,64   | 3       | 16,45 | 3     | 9,03       | 0          | 11,92 | 1     |       | 8,62  | 12    |
|       | Open VLD | 2,30      | 0         | 9,64   | 2      | 12,00    | 1        | 17,85             | 4                 | 15,39           | 3               | 13,04               | 2                   |                |                |         |         |       |       |            |            |       |       |       | 8,54  | 12    |
|       | MR       | 17,47     | 3         |        |        |          |          |                   |                   |                 |                 |                     |                     | 34,97          | 3              | 15,95   | 3       | 19,66 | 3     | 23,56      | 1          | 19,77 | 1     |       | 7,56  | 14    |
|       | sp.a     |           |           | 8,05   | 2      | 13,81    | 2        | 10,16             | 2                 | 9,47            | 1               | 14,70               | 2                   |                |                |         |         |       |       |            |            |       |       |       | 6,71  | 9     |
|       | Ecolo    | 21,57     | 4         |        |        |          |          |                   |                   |                 |                 |                     |                     | 19,77          | 1              | 12,30   | 3       | 15,48 | 3     | 16,00      | 1          | 15,19 | 1     |       | 6,14  | 13    |
|       | Groen    |           |           | 11,00  | 2      | 6,88     | 1        | 10,32             | 2                 | 11,83           | 2               | 7,92                | 1                   |                |                |         |         |       |       |            |            |       |       |       | 6,10  | 8     |
|       | cdH      | 5,82      | 1         |        |        |          |          |                   |                   |                 |                 |                     |                     | 7,61           | 0              | 8,03    | 1       | 8,43  | 1     | 23,45      | 1          | 17,05 | 1     |       | 3,70  | 5     |
|       | DéFI     | 10,28     | 2         |        |        |          |          |                   |                   | 2,04            | 0               |                     |                     | 6,11           | 0              | 3,76    | 0       | 3,60  | 0     | 2,98       | 0          | 4,86  | 0     |       | 2,22  | 2     |
|       | PP       | 1,69      | 0         |        |        |          |          |                   |                   |                 |                 |                     |                     | 2,46           | 0              | 3,38    | 0       | 3,55  | 0     | 2,89       | 0          | 2,92  | 0     |       | 1,11  | 0     |
|       | Autres   | 2,57      | —         | 2,55   | —      | 0,72     | —        | 1,56              | —                 | 1,23            | —               | 1,23                | —                   | 5,56           | —              | 5,56    | —       | 7,26  | —     | 2,53       | —          | 5,48  | —     |       | 2,97  | 0     |
| Total | Total    | 100       | 15        | 100    | 24     | 100      | 12       | 100               | 20                | 100             | 15              | 100                 | 16                  | 100            | 5              | 100     | 18      | 100   | 15    | 100        | 4          | 100   | 6     | 100   | 100   | 150   |

### Détaillé

#### Bruxelles-Capitale
| Parti                  | Parti                  | Voix    | %     | +/-   | Sièges | +/-           |
| ---------------------- | ---------------------- | ------- | ----- | ----- | ------ | ------------- |
|                        | Cartel Ecolo-Groen     | 108 144 | 21,57 | 11,12 | 4      | 2             |
|                        | Cartel PS-sp.a         | 100 195 | 19,98 | 6,81  | 3      | 2             |
|                        | MR                     | 87 594  | 17,47 | 5,60  | 3      | 1             |
|                        | PTB/PVDA               | 61 589  | 12,28 | 8,44  | 2      | 2             |
|                        | DéFI                   | 51 544  | 10,28 | 0,81  | 2      | en stagnation |
|                        | cdH                    | 29 161  | 5,82  | 3,49  | 1      | 1             |
|                        | N-VA                   | 15 983  | 3,19  | 0,54  | 0      | en stagnation |
|                        | LD                     | 12 879  | 2,57  | Nv.   | 0      | en stagnation |
|                        | Open VLD               | 11 511  | 2,30  | 0,36  | 0      | en stagnation |
|                        | PP                     | 8 455   | 1,69  | 0,04  | 0      | en stagnation |
|                        | VB                     | 7 824   | 1,56  | 0,53  | 0      | en stagnation |
|                        | CD&V                   | 6 580   | 1,31  | 0,33  | 0      | en stagnation |
|                        |                        |         |       |       |        |               |
| Suffrages exprimés     | Suffrages exprimés     | 501 459 | 93,19 |       |        |               |
| Votes blancs et nuls   | Votes blancs et nuls   | 36 650  | 6,81  |       |        |               |
| Total                  | Total                  | 538 109 | 100   | -     | 15     | en stagnation |
| Abstentions            | Abstentions            | 85 053  | 13,65 |       |        |               |
| Inscrits/Participation | Inscrits/Participation | 623 162 | 86,35 |       |        |               |

#### Par grande commune
| Commune     | PS    | PS   | MR    | MR   | Ecolo | Ecolo | PTB   | PTB   | CdH   | CdH  | DéFi | DéFi | PP   | PP   |
| Commune     | %     | +/-  | %     | +/-  | %     | +/-   | %     | +/-   | %     | +/-  | %    | +/-  | %    | +/-  |
| ----------- | ----- | ---- | ----- | ---- | ----- | ----- | ----- | ----- | ----- | ---- | ---- | ---- | ---- | ---- |
| Charleroi   | 36,52 | 4,21 | 9,58  | 4,48 | 9,27  | 4,33  | 22,01 | 13,30 | 4,46  | 2,81 | 5,28 | 2,95 | 5,13 | 1,87 |
| Liège       | 24,78 | 6,94 | 15,43 | 4,51 | 20,72 | 9,73  | 19,10 | 7,61  | 5,58  | 4,62 | 3,82 | 1,30 | 2,75 | 1,67 |
| Namur       | 19,49 | 7,93 | 14,90 | 9,22 | 18,55 | 6,86  | 10,27 | 4,76  | 22,95 | 4,24 | 5,77 | 2,87 | 2,08 | 1,88 |
| Mons        | 36,21 | 9,32 | 15,34 | 1,81 | 17,00 | 10,41 | 13,17 | 7,86  | 6,34  | 1,91 | 2,88 | 0,97 | 2,66 | 0,67 |
| La Louvière | 40,54 | 5,09 | 10,07 | 4,21 | 8,62  | 4,19  | 22,10 | 13,47 | 5,76  | 2,86 | 3,09 | 1,29 | 2,98 | 0,51 |
| Seraing     | 36,14 | 5,13 | 9,17  | 4,23 | 10,11 | 4,08  | 26,51 | 9,07  | 2,71  | 3,77 | 3,37 | 1,30 | 3,63 | 0,90 |

| Commune       | N-VA  | N-VA  | VB    | VB    | CD&V  | CD&V | Open VLD | Open VLD | sp.a  | sp.a | Groen | Groen | PVDA  | PVDA |
| Commune       | %     | +/-   | %     | +/-   | %     | +/-  | %        | +/-      | %     | +/-  | %     | +/-   | %     | +/-  |
| ------------- | ----- | ----- | ----- | ----- | ----- | ---- | -------- | -------- | ----- | ---- | ----- | ----- | ----- | ---- |
| Anvers        | 28,32 | 5,73  | 14,12 | 6,48  | 5,31  | 3,20 | 8,33     | 0,55     | 10,15 | 6,47 | 16,99 | 3,07  | 12,91 | 3,87 |
| Gand          | 15,96 | 5,91  | 11,72 | 6,38  | 7,81  | 5,17 | 19,34    | 2,47     | 12,76 | 7,06 | 20,39 | 3,99  | 10,19 | 5,35 |
| Bruges        | 19,33 | 7,78  | 16,11 | 11,58 | 18,79 | 0,86 | 11,29    | 0,00     | 15,89 | 4,76 | 12,42 | 0,37  | 4,52  | 2,55 |
| Louvain       | 22,62 | 0,97  | 6,93  | 4,02  | 15,20 | 2,53 | 12,15    | 3,62     | 13,64 | 4,23 | 22,15 | 4,50  | 6,69  | 2,93 |
| Alost         | 27,07 | 10,61 | 25,44 | 17,57 | 9,76  | 4,58 | 13,55    | 2,16     | 9,92  | 2,01 | 8,06  | 1,17  | 4,51  | 2,53 |
| Malines       | 23,29 | 9,16  | 14,43 | 8,37  | 8,50  | 4,71 | 16,84    | 2,29     | 9,26  | 5,57 | 15,62 | 3,32  | 9,68  | 4,42 |
| Hasselt       | 26,35 | 6,88  | 14,07 | 9,72  | 15,13 | 4,28 | 12,22    | 0,70     | 14,03 | 4,27 | 10,64 | 1,43  | 7,00  | 4,37 |
| Saint-Nicolas | 26,32 | 8,76  | 21,71 | 13,64 | 10,85 | 6,94 | 11,25    | 0,49     | 9,90  | 3,91 | 11,30 | 1,43  | 6,96  | 3,95 |
| Courtrai      | 20,39 | 6,83  | 17,20 | 12,73 | 14,59 | 6,43 | 17,83    | 0,89     | 13,95 | 1,79 | 10,56 | 0,72  | 4,67  | 2,31 |

| Commune              | PS    | PS   | MR    | MR   | Ecolo | Ecolo | PTB   | PTB   | CdH  | CdH  | DéFi  | DéFi | LD   | LD  | PP   | PP   |
| Commune              | %     | +/-  | %     | +/-  | %     | +/-   | %     | +/-   | %    | +/-  | %     | +/-  | %    | +/- | %    | +/-  |
| -------------------- | ----- | ---- | ----- | ---- | ----- | ----- | ----- | ----- | ---- | ---- | ----- | ---- | ---- | --- | ---- | ---- |
| Ville de Bruxelles   | 29,00 | 4,11 | 12,33 | 5,71 | 16,46 | 7,67  | 17,36 | 13,00 | 8,32 | 6,48 | 9,59  | 0,06 | 1,97 | Nv. | 1,64 | 0,45 |
| Schaerbeek           | 25,56 | 5,85 | 9,34  | 5,87 | 19,14 | 8,64  | 16,24 | 11,23 | 7,41 | 4,74 | 16,82 | 1,90 | 1,64 | Nv. | 1,30 | 0,18 |
| Anderlecht           | 28,19 | 5,66 | 15,08 | 6,50 | 15,37 | 7,58  | 20,25 | 16,57 | 5,96 | 6,20 | 7,94  | 0,15 | 1,90 | Nv. | 2,28 | 0,50 |
| Molenbeek-Saint-Jean | 34,98 | 2,53 | 12,05 | 6,73 | 11,85 | 5,93  | 20,70 | 14,71 | 8,29 | 4,97 | 6,18  | 0,75 | 1,69 | Nv. | 1,51 | 0,35 |
| Ixelles              | 16,02 | 5,18 | 20,52 | 7,07 | 29,29 | 13,17 | 10,29 | 5,51  | 5,57 | 3,04 | 11,34 | 1,17 | 2,74 | Nv. | 1,39 | 0,10 |
| Uccle                | 10,65 | 5,65 | 30,25 | 9,55 | 21,76 | 10,96 | 6,45  | 4,15  | 5,79 | 1,93 | 16,46 | 0,62 | 4,48 | Nv. | 1,42 | 0,13 |

## Formation gouvernementale

### Situation post-électorale
La suédoise (MR - N-VA - CD&V - Open VLD), coalition mise en place par le gouvernement Michel I lors de la législature précédente, ne peut pas être reconduite car elle est désormais minoritaire (63/150), y compris dans le cas où l'homologue francophone du CD&V, le cdH, serait invité à participer à la coalition (68/150).
Durant la campagne électorale, un certain nombre de partis ont annoncé qu'ils refusaient de négocier avec d'autres. La N-VA refuse de discuter avec le PS, Ecolo et le PTB et inversement ; le cdH et le MR refusent de rentrer dans une coalition avec le PTB et inversement.
Elio Di Rupo, président du PS, propose dès le lendemain des élections de mettre en place un gouvernement sans participation de la N-VA et dans lequel les Flamands seraient minoritaires, à la manière dont les Francophones étaient minoritaires lors de la législature précédente. Une coalition arc-en-ciel (PS - MR - Ecolo - Open VLD - Groen - sp.a) est en effet mathématiquement envisageable, mais ne bénéficierait que d'une courte majorité (76/150) ; de plus, les partis flamands ont réagi à la déclaration de Di Rupo en affirmant qu'ils ne voulaient pas que les Flamands soient minoritaires.
La première série de consultations royales a lieu du 27 au 29 mai 2019. Tom Van Grieken, président du Vlaams Belang est reçu par le roi Philippe le 29 mai ; il s'agit de la première consultation royale auprès d'un parti d'extrême-droite depuis 1936, lorsque Léopold III avait reçu Léon Degrelle, président du parti d'extrême-droite Rex.

### Mission d'information de Didier Reynders et Johan Vande Lanotte
Le 30 mai 2019, le roi nomme informateurs Didier Reynders (MR) et Johan Vande Lanotte (sp.a). Le choix de ce duo est analysé comme ayant plusieurs avantages : l'un est francophone et l'autre est néerlandophone, assurant une parité communautaire ; l'un est libéral, l'autre socialiste, faisant d'eux des représentants des deux plus grandes familles politiques élues à la Chambre (libéraux : 26/150 ; socialistes : 29/150) bien qu'elles aient perdu les élections.
Le 5 juin 2019, le cdH annonce que, à la suite de ses mauvais résultats électoraux, il rentrera dans l'opposition ; selon Maxime Prévot (président du cdH), l'électeur envoie « un signal clair, un signal de sanction » au parti démocrate-chrétien.
Didier Reynders et Johan Vande Lanotte remettent leur rapport au roi le 6 juin 2019 ; ce dernier prolonge la mission des informateurs jusqu'au 17 juin, date à laquelle ils devront rendre un nouveau rapport. Les informateurs annoncent avoir rencontré les présidents de tous les partis à l'exception de ceux du PTB et du Vlaams Belang car, selon eux, aucune coalition majoritaire n'est possible avec ces deux partis ; Raoul Hedebouw (PTB) critique cependant cette décision en affirmant qu'elle est « un signe du consensus mou entre les partis traditionnels » et que ceux-ci « n'ont rien intégré des résultats du 26 mai ». Les informateurs prennent également acte de la décision du cdH de rester dans l'opposition. Ils rencontrent également des représentants des travailleurs, du patronat et de certains services publics ainsi que le climatologue du GIEC Jean-Pascal Van Ypersele. Ils insistent également sur la nécessité de former rapidement un gouvernement, car contrairement à 2010 et 2014, le gouvernement en affaires courantes (Michel II) n'est pas majoritaire à la Chambre des représentants, risquant de paralyser le pays (notamment face aux conséquences du Brexit). Les thèmes sur lesquels les informateurs se sont concentrés lors de leur mission étaient ceux du climat, des enjeux socio-économiques et de la lutte contre la pauvreté
Didier Reynders et Johan Vande Lanotte remettent un deuxième rapport au roi le 17 juin 2019 ; ce dernier prolonge la mission des informateurs jusqu'au 1er juillet, date à laquelle ils remettront un troisième rapport après une nouvelle série de consultations. Les informateurs insistent dans leur deuxième rapport sur l'urgence de trouver une solution avant octobre (date à laquelle un budget devra être remis à l'Union européenne) et sur l'endettement de la Belgique. Bien qu'aucun projet de coalition ne se soit encore dégagée, les informateurs restent cependant confiants et pensent qu'une solution peut apparaître dans les jours à venir.
Les nouveaux députés de la Chambre des représentants prêtent serment le 20 juin 2019, marquant officiellement le début de la 55e législature. Le gouvernement Michel II, en affaires courantes, ne représente désormais plus que 38 sièges sur 150.
Les informateurs tentent d'organiser une rencontre entre le PS et la N-VA, mais Theo Francken (N-VA) déclare le 25 juin 2019 que cela est rendu impossible par le PS qui refuse toujours de rencontrer les nationalistes flamands.
Didier Reynders et Johan Vande Lanotte remettent un troisième rapport au roi le 1er juillet 2019. Ce dernier prolonge la mission des informateurs jusqu'au 29 juillet ; les informateurs devront remettre un premier rapport le 12 juillet et un second le 29 juillet. Reynders et Vande Lanotte travailleront cette fois-ci avec les partis susceptibles de former un gouvernement fédéral afin de rédiger une note qui servirait de base à des discussions sur une préformation gouvernementale. Les sujets discutés seront le budget, la concertation sociale, le marché du travail, le pouvoir d'achat, le climat, la lutte contre la pauvreté, la justice, la police, les pensions et l'immigration. Une nouvelle réforme de l'État n'est cependant à l'ordre du jour. Durant cette nouvelle phase, les informateurs doivent rédiger une note qui permettrait d'entrer dans une phase de « préformation ».
Le 2 juillet 2019, Charles Michel est élu président du Conseil européen. Bien qu'il ne doit prendre ses fonctions que le 1er décembre 2019, la possibilité qu'un nouveau gouvernement ne soit pas mis en place avant cette date entraîne des interrogations quant à l'idée de celui qui peut le cas échant le remplacer à la tête du gouvernement en affaires courantes en place ; le nom de Didier Reynders est pressenti. Michel étant également président du MR, quelqu'un devra également le remplacer à la tête du parti libéral francophone ; cela entraîne également des questionnements quant au changement que cela peut entraîner au sein d'un MR divisé et électoralement en perte de vitesse. Enfin, le départ de Charles Michel, contre lequel se sont cristallisées de nombreuses rancœurs de la part des autres partis francophones, pourrait rendre plus aisée la discussion entre les partis francophones et le MR.
Le 18 juillet 2019, le nouveau gouvernement bruxellois, Vervoort III, prête serment ; il s'agit du deuxième gouvernement régional à s'être formé à la suite des élections régionales du 26 mai 2019 (après le gouvernement de la Communauté germanophone, Paasch II, formé le 18 juin). La majorité bruxelloise est composée d'une coalition PS-Ecolo-DéFI du côté francophone et Groen-Open VLD-sp.a du côté néerlandophone. Si la formation du gouvernement bruxellois peut permettre de clarifier la situation politique à l'échelle nationale, elle a également suscité de nouvelles tensions : l'Open VLD a en effet, sans succès, essayé d'inclure le MR dans la majorité, ce qui est refusé par le PS et Ecolo alors que les socialistes et les écologistes étaient en négociation avec les libéraux au niveau wallon, entraînant une certaine rancœur du côté du MR.
Le 20 juillet 2019, Patrick Dewael (Open VLD) déclare que les libéraux flamands ne se voient pas aller dans un gouvernement fédéral avec Ecolo ou Groen, considérant qu'une coalition avec les écologistes empêcherait l'Open VLD d'appliquer son programme. Vincent Van Quickenborne, envisageant de prendre la présidence de l'Open VLD et considérant que son parti a trop viré à gauche sous la présidence de Gwendolyn Rutten, déclare également ne pas être favorable à une coalition avec les écologistes.
Le 21 juillet 2019, Elio Di Rupo déclare être prêt à rencontrer la N-VA si les informateurs royaux le lui demandent ; le président du PS justifie sa position en affirmant avoir été interpellé par le discours prononcé la veille par le roi à l'occasion de la fête nationale, discours dans lequel Philippe appelait au dialogue entre les formations politiques. C'est la première fois depuis les élections que les socialistes francophones ne refusent pas catégoriquement de discuter avec les nationalistes flamands.
Le 25 juillet 2019, Didier Reynders et Johan Vande Lanotte organisent une rencontre entre le PS et la N-VA, mais les socialistes annulent finalement la réunion.
Le 28 juillet 2019, Reynders et Vande Lanotte organisent une rencontre entre les différents partis susceptibles de faire partie d'une majorité. Sont présents le PS, le sp.a, Groen, le MR, l'Open VLD, le CD&V et la N-VA. À la fin de la rencontre, les participants ne font aucun commentaire sur les sujets discutés ni sur la manière dont les discussions se sont déroulées. Ecolo, bien qu'invité, n'était pas présent lors de la discussion à cause de la présence de la N-VA avec laquelle les écologistes francophones refusent de discuter. La présence de Groen laissant imaginer une potentielle divergence entre écologistes francophones et néerlandophones, Ecolo rétorque en disant que les écologistes refuseront d'entrer dans un gouvernement avec la N-VA et qu'Ecolo et Groen rentreront ensemble dans une majorité ou resteront dans l'opposition. Le lendemain, Paul Magnette déclare que s'il existe des divergences énormes entre le PS et la N-VA, il ne faut pas non plus minimiser les divergences entre les socialistes et les libéraux qui ont, selon lui, des positions radicalement opposées ; il ajoute également qu'entre les sept partis présents, il n'y avait que peu de points communs et qu'il est toujours impensable pour le PS de gouverner avec la N-VA.
Le 29 juillet 2019, Didier Reynders et Johan Vande Lanotte rendent leur rapport au roi ; ce dernier prolonge la mission des informateurs jusqu'au 9 septembre et ceux-ci devront remettre un premier rapport le 17 août et un second le 9 septembre. Reynders et Vande Lanotte déclarent avoir soumis une note de dix thèmes aux sept partis présents la veille afin de voir quels pouvaient être les points de convergence. Face à l'absence d'Ecolo, les informateurs déclarent qu'ils n'excluent pas le parti des négociations mais qu'ils privilégieront dans les jours à venir les discussions avec les sept partis présents. Ecolo réagit à cette exclusion temporaire en déclarant qu'il la perçoit surtout comme relevant d'une question d'organisation et les écologistes francophones ne se sentent par conséquent ni exclus ni vexés. Les informateurs déclarent également que leur objectif principal sera de réussir à mettre d'accord le PS et la N-VA afin qu'ils puissent former ensemble un gouvernement.
Le 7 août 2019, l'Open VLD déclare que si les libéraux flamands viennent à être exclus de la majorité en Région flamande, ils refuseraient de monter dans un gouvernement fédéral.
Le 12 août 2019, Jan Jambon est annoncé comme formateur du futur gouvernement flamand, qui devrait être une reconduction de la coalition sortante (N-VA-CD&V-Open VLD). Elio Di Rupo, face à la possibilité que ces partis montent également au fédéral et ne tentent de reconduire la suédoise, déclare que le PS refusera de servir d'appoint à la reconduction des politiques menées lors de la précédente législature.
Le 28 août 2019, Didier Reynders et Johan Vande Lanotte organisent une seconde rencontre entre la N-VA, le PS, le MR, l'Open VLD, le CD&V, le sp.a et Groen. À l'issue de cette discussion, Groen est mis de côté par les informateurs, ces derniers privilégiant avancer sur une préformation gouvernementale qui réuniraient les six autres partis. Groen déclare cependant rester à disposition des informateurs le cas échant.
Le 31 août 2019, Maxime Prévot appelle le PS à accepter le dialogue avec la N-VA afin de régler les problèmes socio-économiques du pays, y compris si cela passe par l'ouverture de discussions sur une nouvelle réforme de l'État. Le cdH est ainsi le premier parti francophone à évoquer une potentielle nouvelle réforme institutionnelle, à laquelle il se dit prêt à participer depuis l'opposition.
Le 2 septembre 2019, Charles Picqué, ancien ministre-président socialiste de la Région bruxelloise, appelle à un dialogue entre le PS et la N-VA pour éviter que le pays ne soit paralysé alors que la situation budgétaire est préoccupante.
Le 7 septembre 2019, Ahmed Laaouej, chef de groupe PS à la Chambre, affirme que le CD&V et l'Open VLD détiendraient la clé des négociations et que ce sont eux qui détermineraient si on se dirige vers une majorité comprenant la N-VA ou si on privilégie une coalition arc-en-ciel à laquelle participerait également le CD&V.
Le 9 septembre 2019, Didier Reynders et Johan Vande Lanotte remettent un nouveau rapport au roi, qui prolonge une nouvelle fois leur mission jusque début octobre. Ceux-ci déclarent qu'il n'est pas possible de commencer la phase de formation d'un gouvernement fédéral tant que les gouvernements régionaux ne sont pas tous formés, mais qu'ils vont continuer de chercher des points de convergence entre les six partis restants (N-VA, CD&V, Open VLD, sp.a, PS et MR).
Le 11 septembre 2019, on apprend que le PS et le sp.a réclament l'éviction de l'Open VLD des négociations.
Le 13 septembre 2019 est constitué le nouveau gouvernement wallon, Di Rupo III, constitué d'une coalition PS-MR-Ecolo, suivi le 17 septembre par le nouveau gouvernement de la Communauté française, Jeholet, constitué d'une coalition MR-PS-Ecolo.
Le 2 octobre 2019 est constitué le nouveau gouvernement flamand, Jambon, constitué d'une coalition N-VA-CD&V-Open VLD. Tous les gouvernements régionaux sont par conséquent formés. Le nouveau gouvernement, très marqué à droite, suscite des polémiques du côté francophone mais également au sein de la gauche flamande, voyant dans le nouvel exécutif flamand la marque du Vlaams Belang
Le 7 octobre 2019, Didier Reynders et Johan Vande Lanotte remettent leur rapport final au roi, ce dernier mettant fin à leur mission d'information. Les deux hommes continuent d'encourager la formation d'un gouvernement composé du PS et de la N-VA, affirment que la note qu'ils ont rédigé peut servir de base à une phase de préformation, mais reconnaissent que la formation du nouveau gouvernement est beaucoup trop lente.

### Mission de préformation de Geert Bourgeois et Rudy Demotte
Le 8 octobre, le roi reçoit Geert Bourgeois (N-VA) et Rudy Demotte (PS) et les charge d'une mission de préformation pour laquelle ils devront rendre un rapport le 4 novembre. Leur objectif sera de préparer le terrain à des négociations entre le PS et la N-VA ainsi qu'avec le sp.a, le CD&V, le MR et l'Open VLD, en ayant à leur disposition la note des informateurs. Les deux hommes, qui s'entendent bien, ont en commun d'avoir dirigé le gouvernement de leur communauté respective lors de la législature précédente, Rudy Demotte ayant dirigé le gouvernement de la Communauté française et Geert Bourgeois celui de la Communauté flamande, et d'appartenir tous les deux aux plus grands partis de leur communauté.
Le 27 octobre, Charles Michel quitte son poste de Premier ministre afin de se préparer à la présidence du Conseil européen. Il est remplacé par Sophie Wilmès (MR).
Le 4 novembre, Geert Bourgeois et Rudy Demotte remettent leur rapport au roi ; ce dernier laisse sa décision en suspens quant à la suite des événements. Il consulte le soir-même Paul Magnette (PS) et Bart De Wever (N-VA). Le lendemain, il rencontre Sophie Wilmès (MR), Gwendolyn Rutten (Open VLD), John Crombez (sp.a), Koen Geens (CD&V), Meyrem Almaci (Groen) et Jean-Marc Nollet et Rajae Maouane (Ecolo). La mission de préformation est largement considérée comme un échec par les commentateurs, le PS et la N-VA déclarant toujours ne pas vouloir travailler ensemble,.

### Mission d'information de Paul Magnette
Le 5 novembre, le roi nomme Paul Magnette, le nouveau président du PS, informateur ; ce dernier doit rendre son rapport le 18 novembre. Depuis les élections, Paul Magnette déclarait être un partisan d'une coalition arc-en-ciel rassemblant les socialistes, les libéraux et les écologistes ainsi qu'éventuellement le CD&V, solution que l'Open VLD et le CD&V ont jusqu'alors rejetée, cette coalition étant minoritaire du côté flamand. Les partis que Paul Magnette doit rencontrer sont le PS, le sp.a, la N-VA, le MR, l'Open VLD, le CD&V, mais également Ecolo et Groen qui avaient été mis de côté depuis la dernière phase de la mission d'information de Didier Reynders et Johan Vande Lanotte. Le cdH annonce également être prêt à "faire partie de la solution" sans pour autant remettre en question sa décision de rester dans l'opposition, continuant de privilégier un soutien de l'extérieur.
Le 11 novembre, Paul Magnette fait un communiqué sur l'avancée de sa mission. Il annonce avoir discuté avec les précédents informateurs, Didier Reynders et Johan Vande Lanotte, et avoir rencontré les représentants de 10 partis (PS, sp.a, N-VA, MR, Open VLD, CD&V, cdH, Ecolo, Groen et DéFI) pour discuter des priorités de chacun.
Le 18 novembre, Paul Magnette rend son rapport au roi ; ce dernier prolonge la mission d'information jusqu'au 25 novembre. Paul Magnette déclare qu'un consensus est en train de se créer entre les différents partis sur les questions de sécurité et de justice.
Le 24 novembre, Bart Somers, ministre Open VLD au sein du gouvernement flamand, déclare que la N-VA ne "veut pas se mouiller" dans une majorité fédérale. Cette prise de position laisse penser que les libéraux flamands seraient prêts à monter dans un gouvernement fédéral sans la participation des nationalistes flamands, ce qui rendrait ainsi possible la mise en place d'une coalition arc-en-ciel.
Le 25 novembre, Paul Magnette rend un second rapport au roi ; ce dernier prolonge la mission d'information jusqu'au 9 décembre. Lors d'une conférence de presse, Paul Magnette appelle les différents partis à prendre leurs responsabilités pour former un gouvernement pour l'ensemble des Belges ; il déclare également que le confédéralisme n'est pas sur la table des négociations.
Le 30 novembre, Paul Magnette organise une rencontre entre les partis susceptibles de former une coalition arc-en-ciel (socialistes, libéraux et écologistes). Le CD&V et la N-VA, qui n'étaient pas présents à la réunion, s'offusquent : le CD&V affirme qu'il s'agit d'un "manque de respect" et la N-VA déclare qu'il "semble clair que la formation d'un gouvernement arc-en-ciel a commencé" ; les deux partis ciblent tout particulièrement l'Open VLD (avec qui ils forment le gouvernement flamand), dont la participation à la réunion est considérée comme une forme de trahison.
Le 9 décembre, Paul Magnette se rend chez le roi pour lui demander d'être déchargé de sa mission d'information. Le roi ne donne pas de réponse et entame les consultations avec Georges-Louis Bouchez (le président du MR) suivi de Gwendolyn Rutten (président de l'Open VLD). Le lendemain, il rencontre Joachim Coens (président du CD&V), Bart De Wever (président de la N-VA), Meyrem Almaci (présidente de Groen), Rajae Maouane et Jean-Marc Nollet (co-présidents d'Ecolo), Maxime Prévot (président du cdH), Conner Rousseau (président du sp.a) et François De Smet (président de DéFI),.

### Mission d'information de Georges-Louis Bouchez et de Joachim Coens
Le 10 décembre, le roi nomme informateurs Georges-Louis Bouchez et Joachim Coens (respectivement président du MR et président du CD&V) ; ceux-ci doivent rendre leur rapport le 20 décembre.
Le 17 décembre, Rudy Demotte déclare qu'une coalition entre le PS et la N-VA est impossible et qu'il s'agit de la conclusion à laquelle lui et Geert Bourgeois étaient arrivés lors de leur mission de préformation. Cette déclaration provoque la colère notamment au sein du MR, qui accuse Rudy Demotte de "mettre le feu à la maison Belgique".
Le 20 décembre, Georges-Louis Bouchez et Joachim Coens remettent leur rapport au roi ; ce dernier prolonge la mission des informateurs jusqu'au 13 janvier. Bouchez et Coens déclarent que les coalitions arc-en-ciel (socialistes, écologistes et libéraux) et bourguignonne (socialistes, libéraux et nationalistes flamands) sont écartées. Cependant, ils déclarent que d'autres coalitions sont envisageables comme une coalition centriste. Cette coalition centriste est qualifiée de "coalition Vivaldi" et serait un arc-en-ciel élargi aux démocrates chrétiens.
Le 30 décembre, les présidents de partis francophones (PS, MR, Ecolo, cdH, DéFI) déclarent dans une interview conjointe qu'ils seraient prêts à mener une nouvelle réforme de l'État qui, contrairement aux précédentes, recentraliserait certaines compétences. Les présidents mettent en avant la volonté de rendre l'État fédéral plus efficace, de moins disperser les compétences et de sortir d'une logique de luttes identitaires entre Wallons et Flamands. Peter Mertens, le président du PTB, déclare le même jour être favorable à un « fédéralisme du XXIe siècle » qui passerait également par une recentralisation de certaines compétences
Le 13 janvier, Georges-Louis Bouchez et Joachim Coens remettent leur rapport au roi ; ce dernier prolonge la mission des informateurs jusqu'au 28 janvier.
Le 28 janvier, Georges-Louis Bouchez et Joachim Coens remettent un nouveau rapport au roi. Après être restés 4 heures au Palais royal, les informateurs voient leur mission être prolongée jusqu'au 4 février.
Le 31 janvier, le roi annule la mission des informateurs.

### Mission de Koen Geens
À la suite de l'annulation de la mission d'information de Georges-Louis Bouchez et Joachim Coens, le roi charge Koen Geens (CD&V), vice-Premier ministre du gouvernement Wilmès I, d'une mission sans nom. Celui-ci doit rendre un rapport le 10 février. Lors de sa mission, Koen Geens insiste sur la nécessité de former une majorité composée de la N-VA et du PS.
Le 10 février, Koen Geens remet son rapport au roi. Ce dernier prolonge la mission de Koen Geens jusqu'au 17 février.
Le 14 février, Paul Magnette déclare qu'il ne voit pas comment son parti pourrait former une majorité avec la N-VA. Le roi annule la mission de Koen Geens le même jour, l'objectif de ce dernier (associer PS et N-VA) ayant échoué.

### Mission de Patrick Dewael et de Sabine Laruelle
Le roi consulte, du 17 au 19 février, les présidents de la N-VA, du PS, du CD&V, de l'Open VLD, du MR, du sp.a, d'Ecolo, de Groen, du cdH et de DéFI. Le 19 février, il charge Patrick Dewael (Open VLD, président de la Chambre) et Sabine Laruelle (MR, présidente du Sénat) de "prendre des contacts pour la mise en place d'un gouvernement". Ces derniers doivent remettre leur rapport le 9 mars. À la suite du refus du CD&V de monter dans un gouvernement fédéral sans majorité flamande, le roi prolonge la mission de Patrick Dewael et de Sabine Laruelle jusqu'au 16 mars.
La Belgique est touchée par la pandémie de Covid-19 de 2019-2020 début mars. Le PS, le sp.a, Ecolo, Groen, DéFI, le cdH et la N-VA se mettent d'accord le 15 mars pour soutenir le gouvernement Wilmès II et lui accorder les pouvoirs spéciaux pendant trois mois afin de lutter contre la pandémie ; le gouvernement fédéral n'est par conséquent plus en affaires courantes.
Patrick Dewael et Sabine Laruelle remettent leur rapport final le 16 mars, mettant fin à leur mission.

### Mission de formation de Sophie Wilmès
Le 16 mars, le roi confie à Sophie Wilmès (MR), Première ministre, une mission de formation.

### Gouvernement d'urgence
Face à la pandémie de Covid-19 de 2019-2020, touchant la Belgique à partir de mars 2020, le gouvernement sortant demande d'urgence le soutien de l'opposition afin de devenir un gouvernement de plein exercice capable de lutter contre la maladie. Le 15 mars 2020, un accord est trouvé avec une partie de l'opposition (PS, sp.a, Ecolo, Groen, cdH, DéFI).
Le 17 mars 2020, le gouvernement Wilmès II prête serment devant le roi Philippe. La déclaration gouvernementale a lieu le même jour à la Chambre ; pour éviter la diffusion de la maladie, cette déclaration se fait exceptionnellement uniquement devant les chefs de groupe et sans la présence du gouvernement dans son ensemble (seul le Kern est présent). Le 19 mars, le gouvernement obtient la confiance de la Chambre (88 pour, 44 contre et 0 abstention) avec le soutien du PS, du sp.a, d'Ecolo, de Groen, du cdH et de DéFI.
Afin de lutter contre la pandémie de Covid-19, le gouvernement annonce le 17 mars 2020 que la Belgique entre dans une période de confinement à partir du 18 mars à 12h00 jusqu'au 5 avril. Les Belges doivent rester au maximum chez eux. Sortir en cas d'urgence ou pour se rendre dans un magasin d'alimentation, dans une pharmacie, à la poste, à la banque, à la librairie ou pour faire le plein est permis, ainsi que pour faire de l'activité physique en extérieur tant qu'une distance de 1,5 m avec d'autres personnes soit respectée ; dans les supermarchés, il ne peut y avoir qu'un seul client par 10 m2. Les rassemblements sont interdits. Les entreprises doivent au maximum encourager le télétravail ; si ce n'est pas possible, il doit y avoir le respect d'une distanciation sociale ; une entreprise ne respectant pas ces consignes sera fermée. Les voyages hors de Belgique sont interdits. La police est chargée de faire respecter ce confinement.

### Mission de Paul Magnette et Bart De Wever
Le 20 juillet 2020, Paul Magnette et Bart De Wever sont chargés par le roi de permettre la formation d'un gouvernement. Ils ont 50 jours, faute de quoi le parlement sera dissout. Le 17 août, ils rendent le mandat.

### Mission de Egbert Lachaert puis Egbert Lachaert et Conner Rousseau
À la suite du renoncement du duo Magnette-De Wever, le monarque consulte Joachim Coens, Conner Rousseau, Maxime Prévot, Egbert Lachaert, Georges-Louis Bouchez, Jean-Marc Nollet, Meyrem Almaci et François De Smet. À l'issue de ces entretiens, il charge le président de l'Open VLD Egbert Lachaert d'une mission « permettant la mise en place d’un gouvernement qui s’appuie sur une large majorité au parlement ». Lachaert est considéré, avec Bouchez, Nollet et Almaci, comme l'un des responsables de l'échec de la mission de ses prédécesseurs. Le mandataire annonce le 27 août avoir tenu des « pourparlers constructifs » avec l'ensemble des partis et paraît privilégier l'option d'une coalition dite « Vivaldi » réunissant le PS, le CD&V, l'Open VLD, le MR, le sp.a, Ecolo et Groen ; après la remise de son rapport au souverain le lendemain, sa mission est prolongée jusqu'au 4 septembre.
Le roi Philippe et Egbert Lachaert s'entretiennent de nouveau le 4 septembre. À l'issue de cette entrevue, le mandataire se voit confier une mission de préformation, en binôme avec Conner Rousseau, président du sp.a. Il explique peu après cette annonce avoir « enfin une percée » puisque « sept partis veulent ensemble travailler à un gouvernement de plein exercice et qui a le soutien d’une majorité à la Chambre », confirmant peu après l'option de s'appuyer sur une coalition Vivaldi. Les deux préformateurs échangent téléphoniquement avec le palais royal une semaine plus tard, et ce dernier indique que leur rapport final sera remis le 21 septembre. À la date prévue, la mission de préformation est cependant prolongée en raison de tensions entre six partis et le MR de Georges-Louis Bouchez.

### Mission de Paul Magnette et Alexander De Croo
Après que Bouchez s'est rallié au compromis élaboré par Lachaert et Rousseau, le binôme de mandataires remet le 23 septembre son rapport final au souverain, qui les décharge de leur mission. Le roi Philippe appelle ensuite Paul Magnette et Alexander De Croo pour les nommer coformateurs du futur gouvernement fédéral ; l'objectif de cette mission est que le prochain Premier ministre puisse prononcer son discours de politique générale le 1er octobre suivant. En raison des contraintes de distanciation entre personnes imposées par la Covid-19, les discussions entre partis se déroulent au palais d'Egmont, à Bruxelles.